# Teroristický útok v Nice 2020
Teroristický útok v Nice z roku 2020 se uskutečnil 29. října 2020 mezi 8.50 a 9.00 SEČ v bazilice Notre-Dame ve francouzském městě Nice na jihu země. Atentát si vyžádal 3 mrtvé a několik zraněných. Policie pachatele postřelila a zadržela. Čin se odehrál dva týdny po vraždě Samuela Patyho.

## Průběh útoku

### Oběti
Jednou z obětí byl kostelník, který se chystal na mši. Dále byla zavražděna 60letá Francouzka, jíž útočník u vchodu do kostela uřízl hlavu, a 44letá Brazilka pobývající ve Francii.

### Pachatelé
Pachatelem útoku byl 21letý ilegální migrant z Tuniska, který se dostal do Evropy několik týdnů před incidentem, 20. září 2020, přes italský ostrov Lampedusa. Po karanténě byl 9. října oficiálně vyhoštěn z Itálie do Tuniska, přesto však odcestoval do Francie. Po zatčení byl pachatel ve vážném stavu hospitalizován. V jeho osobních věcech byly kromě vražedné zbraně nalezeny dva nože, dva telefony a výtisk Koránu. Podle starosty města útočník během činu i po zadržení policií provolával „Alláhu akbar“ (Bůh je veliký).
Ještě v den útoku byl policií zadržen 47letý muž podezřelý z toho, že den před atentátem byl v kontaktu s pachatelem. Následujícího dne, 30. října, vzala policie do vazby další dva muže.

## Reakce
V den útoku vyjádřili francouzští zákonodárci minutou ticha solidaritu s příbuznými obětí. Ve tři hodiny odpoledne se ve francouzských kostelích rozezněly umíráčky.
Útok odsoudil mimo jiné i český premiér Andrej Babiš, prezident Miloš Zeman a ministr zahraničí Tomáš Petříček.

### Následující události téhož dne

#### Útoky
Poblíž Avignonu zastřelila policie muže, který zbraní ohrožoval okolí. Mělo se jednat o psychicky narušenou osobu, dříve léčenou.
V Lyonu policie zadržela podezřelého Afghánce s nožem.
Poblíž kostela v Sartrouville (severozápadní předměstí Paříže) byl zatčen muž, který se pokusil provést útok nožem; údajně měl prohlásit, že se inspiroval útokem z Nice.
V saúdskoarabské Džiddě byl pobodán a lehce zraněn člen ochranky francouzského konzulátu. Pachatel, občan Saúdské Arábie, byl zadržen.
Večer rozehnala slzným plynem policie v centru Dijonu desítky osob mávajících tureckými vlajkami a skandujícími „Alláhu akbar“. Motivem demonstrace, probíhající po zákazu vycházení, byl odpor vůči bojům v Náhorním Karabachu a arménské komunitě, případně předcházející prohlášení tureckého prezidenta Erdoğana proti Francii a prezidentu Macronovi.

#### Piety
V Nice se večer sešlo asi 200 osob, které uctily památku obětí. Za doprovodu policie došly k bazilice, kde položily květiny. Zpívaly Marseillaisu a skandovaly „Islám, pryč z Evropy.“ Poté se v klidu rozešly.